# Latometus barysoma
Latometus barysoma är en fjärilsart som beskrevs av Edward Meyrick 1884. Latometus barysoma ingår i släktet Latometus och familjen plattmalar. Inga underarter finns listade i Catalogue of Life.